# Parafreutreta hirta
Parafreutreta hirta är en tvåvingeart som beskrevs av Munro 1939. Parafreutreta hirta ingår i släktet Parafreutreta och familjen borrflugor. Inga underarter finns listade i Catalogue of Life.